# امواج رادیویی بر بستر فیبر نوری
فناوری امواج رادیویی بر بستر فیبر نوری (به انگلیسی: Radio over Fiber) یا به طور خلاصه RoF به نوعی فناوری گفته می‌شود که به وسیله آن نور توسط سیگنال‌های رادیویی مدوله شده و به وسیله فیبر نوری به مناطقی دورتر فرستاده می‌شود و بدین ترتیب دسترسی به اینترنت بی سیم، خواه در قالب استاندارد نسل سوم همراه (3G) یا وای-فای از طریق فقط یک آنتن واحد امکان پذیر می‌گردد. به کلام دیگر، امواج رادیویی از طریق کابل فیبر نوری منتقل می‌شود. بدین ترتیب یک تک آنتن می‌تواند همه سیگنال‌های رادیویی (اعم از 3G، وای-فای و غیره) را که از طریق یک فیبر نوری به مرکزی که در آن این نور به سیگنال رادیویی تبدیل می‌شود، دریافت نماید. این فناوری بر خلاف فناوری سنتی رایج است که در آن هر یک از پروتکل‌های ارتباطات بی سیم شبکه‌ای (3G، وای-فای و همراه) نیاز به تجیهزات و آنتن مجزا داشتند.
با اینکه انتقال امواج رادیویی با استفاده از فیبرنوری برای مقاصد مختلفی نظیر شبکه های تلویزیونی کابلی و ایستگاه های ماهواره ای نیز استفاده می شود اما عبارت «امواج رادیویی بر بستر فیبر نوری» معمولاً به کاربرد این فناوری برای دسترسی به شبکه های بی سیم گفته می‌شود.